# 台湾巡撫
台湾巡撫（たいわんじゅんぶ）は、1885年に台湾省設置後の台湾における最高地方統治官として設置された官職である。同年福建巡撫が廃止され、代わりに閩浙総督が設置された。総督により福建省、浙江省、台湾省の3省が管轄された。台湾省は正式名称を福建台湾省と称したことから、1887年には福建台湾巡撫と改称された。
台湾巡撫は台湾の軍政を統括し、行政上は巡撫が台湾を統治するシステムであった。品等は当初正二品であったが、福建台湾巡撫に改称後は従二品とされた。官餉は年間約155両、養廉銀は1万両である。

## 歴代巡撫
| 序 号 | 姓名   | 字号                   | 籍貫      | 出身                                          | 原任官職        | 在職期間                         | 在職期間                          | 備考                                                                            |
| 序 号 | 姓名   | 字号                   | 籍貫      | 出身                                          | 原任官職        | 着任日                           | 退任日                            | 備考                                                                            |
| ----- | ------ | ---------------------- | --------- | --------------------------------------------- | --------------- | -------------------------------- | --------------------------------- | ------------------------------------------------------------------------------- |
| 1     | 劉銘伝 | 字省三                 | 安徽 合肥 | 咸豊9年弁理本郷団練屡勝髮捻保奨千総並五品頂戴 | 福建 巡撫       | 光緒11年9月5日 (1885年10月12日)  | 光緒17年4月28日 (1891年6月4日)    | 11年9月5日 (1885年10月12日)台湾巡撫設置。 光緒13年(1887年)福建台湾巡撫に改称。  |
| 2     | 沈応奎 | 字吉田                 | 浙江 平湖 | 附貢                                          | 福建 布政使     | 光緒17年4月28日 (1891年6月4日)   | 光緒17年10月24日 (1891年11月25日) | 福建台湾承宣布政使護理                                                          |
| 3     | 邵友濂 | 初名維埏 字筱春 、小村 | 浙江 余姚 | 同治4年乙丑補行辛酉壬戌挙人                   | 湖南巡撫        | 光緒17年4月2日 (1891年5月9日)    | 光緒20年9月15日 (1894年10月13日)  | 光緒17年4月2日 (1891年5月9日)任，同年10月24日 (1891年11月25日)到任。 湖南巡撫。 |
| 4     | 唐景崧 | 字維卿 号南注生        | 広西 灌陽 | 同治4年乙丑進士                               | 福建台湾 布政使 | 光緒20年9月15日 (1894年10月13日) | 光緒21年4月26日 (1895年5月20日)   | 光緒21年4月26日 (1895年5月20日)解職                                             |